# Un home de més
Un home de més (títol original en francès: Un homme de trop) és una pel·lícula franco-italiana de 1967, dirigida per Costa-Gavras i basada en la novel·la autobiogràfica de Jean-Pierre Chabrol publicada l'any 1958.
L'obra es va estrenar al 5è Festival Internacional de Cinema de Moscou. El productor de cinema Harry Saltzman hi té un crèdit com a «presentat per». La pel·lícula no s'ha doblat però sí subtitulat al català.

## Argument
El 1943, en una operació arriscada, un grup de resistents antifeixistes de les Cevenes aconsegueix escapar-se de la presó, on estaven condemnats a mort. Un cop es troben en un lloc segur, resulta que no només en són dotze sinó que entre els fugitius hi ha un home de més. Mentre els alemanys segueixen el seu rastre, els líders dels maquisards es pregunten què fer amb aquest desconegut.

## Repartiment
- Charles Vanel com a Passevin
- Bruno Cremer com a Cazal
- Jean-Claude Brialy com a Jean
- Michel Piccoli com a The Extra Man
- Gérard Blain com a Thomas
- Claude Brasseur com a Groubec
- Jacques Perrin com a Kerk
- François Périer com a Moujon
- Claude Brosset com a Ouf
- Pierre Clémenti com a Lucian
- Michel Creton com a Solin
- Paolo Fratini com a Philippe
- Julie Dassin com a nena
- Nino Segurini com a Lecocq
- Marc Porel com a Octave

## Producció
Després de l'èxit de Compartiment tueurs, el productor estatunidenc Harry Saltzman va contactar amb Costa-Gavras i li va deixar via lliure per al seu proper projecte. El cineasta volia adaptar la novel·la La Condition Humaine d'André Malraux però Saltzman es va espantar i, alternativament, li va oferir la novel·la de Jean-Pierre Chabrol sobre la Resistència francesa. El rodatge es va fer a Occitània, concretament a la regió de Cantal (Sant Flor, castell d'Aleusa, viaducte de Garabit) i del Gard (Alèst, Usès, Boquet, Sent Marçal de Fòntfolhosa).

## Recepció
El cineasta va explicar que la pel·lícula va ser un fracàs amb 900.000 entrades a França, a raó del mite encara tenaç de la resistència unida.